# 章潢
章潢（1527年—1608年），字本清，江西南昌人，明代理学家、教育家、易学家。与吴与弼、邓元锡、刘元卿并号江右四君子。
曾于东湖之滨建此洗堂聚徒讲学，主白鹿洞书院讲席，立《为学次第》示学者，参予江西诸多讲会之会讲活动，为其时南昌一带王门学者的领军人物之一。与意大利人利玛窦结交，并请利氏登白鹿洞书院讲堂，宣讲西学。万历乙巳（1605年）以荐授顺天府学训导，时年已七十九，不能赴官，八十二岁卒于家。著有彰显西学的《图书编》，并助范涞总撰《南昌府志》叙澹台祠书院事，易学著作有《周易象义》十卷（清修《四库全书》列入存目）。

## 延伸阅读
[在维基数据编辑]
 《明史卷二百八十三》，出自《明史》